# Suuri Kotkatsaari
Suuri Kotkatsaari är en ö i Finland. Den ligger i sjön Saimen och i kommunen Puumala i den ekonomiska regionen  S:t Michel och landskapet Södra Savolax, i den södra delen av landet, 220 km nordost om huvudstaden Helsingfors. Öns area är 6,4 hektar och dess största längd är 480 meter i sydöst-nordvästlig riktning.